# Retocomus mockfordi
Retocomus mockfordi är en skalbaggsart som beskrevs av Abdullah 1965. Retocomus mockfordi ingår i släktet Retocomus och familjen kvickbaggar. Inga underarter finns listade i Catalogue of Life.